# 武信稲荷神社
武信稲荷神社（たけのぶいなりじんじゃ）は、京都府京都市中京区にある神社。旧社格は村社。必勝、命名、名付けに利益があるとされる。

## 祭神
- 宇迦之御魂大神（うがのみたまのおおかみ）
- 佐田彦大神（さだひこのおおかみ）
- 大宮能売大神（おおみやのめのおおおかみ）

## 歴史
859年（貞観元年）2月、藤原良相によって創建された。当時、境内北側一帯には藤原氏の学問所である勧学院と西側一帯に療養施設である延命院があり、神社はその守護社として祀られた。後に時代が下ると藤原武信という人物が当社を厚く信仰したため武信稲荷と呼ばれるようになった。寛永年間に青山播磨守の藩邸になる。元禄年間に現在地で祭祀。明治6年（1877年）に村社となる。大正11年（1922年）10月9日神苑地の改修願。玉垣を新造する際にその内側に「神苑」を整備した。2011年に境内の改修がおこなわれた。

## 行事
- 1月1日 - 歳旦祭
- 1月15日 - どんと焼き
- 2月3日 - 節分祭
- 2月最初の午の日 - 初午祭
- 5月第2日曜日 - 例祭（さつき祭り）
- 5月8日 - 芸能祭[5]
- 8月最終日曜日 - 子供みこし巡行
- 11月第2日曜日 - 御火焚祭

## 境内

### 境内外社
本殿のほかに以下の末社がある。
- 宮姫社
- 常吉明神
- 白清社
- 七石社
- 太郎松社
- 大黒社
- 金毘羅
- 天満

### 境内の榎
境内には平重盛が厳島神社から移植したと伝えられる榎の大木があり、樹齢850年以上の大樹として京都市天然記念物にも指定されている。幕末には神社の目の前に六角獄舎があり、多くの勤王志士捕らえられていた。後に坂本龍馬の妻となるおりょうは、安政の大獄で六角獄舎に捕らえられた父・楢崎将作の安否を見るべく龍馬と共に木に登って探っていたとされる。また、幕府に追われていた龍馬は、おりょうに京都にいることを示すべく木に「龍」と彫って伝言を書き残し、その伝言がもとで二人は再会できたという。龍馬とおりょうの仲を取り持ったとして「縁の木」といわれる。

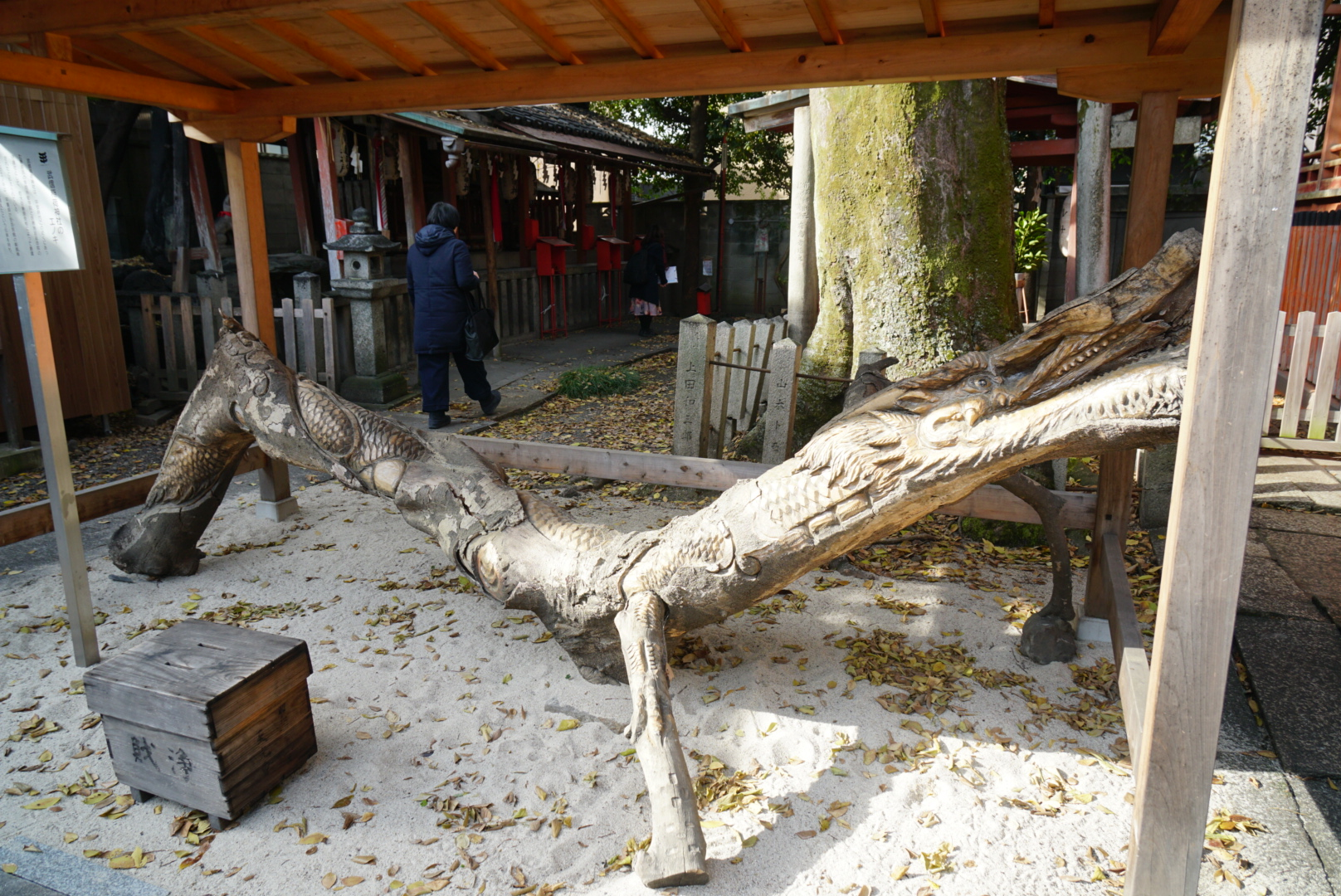
境内のエノキ
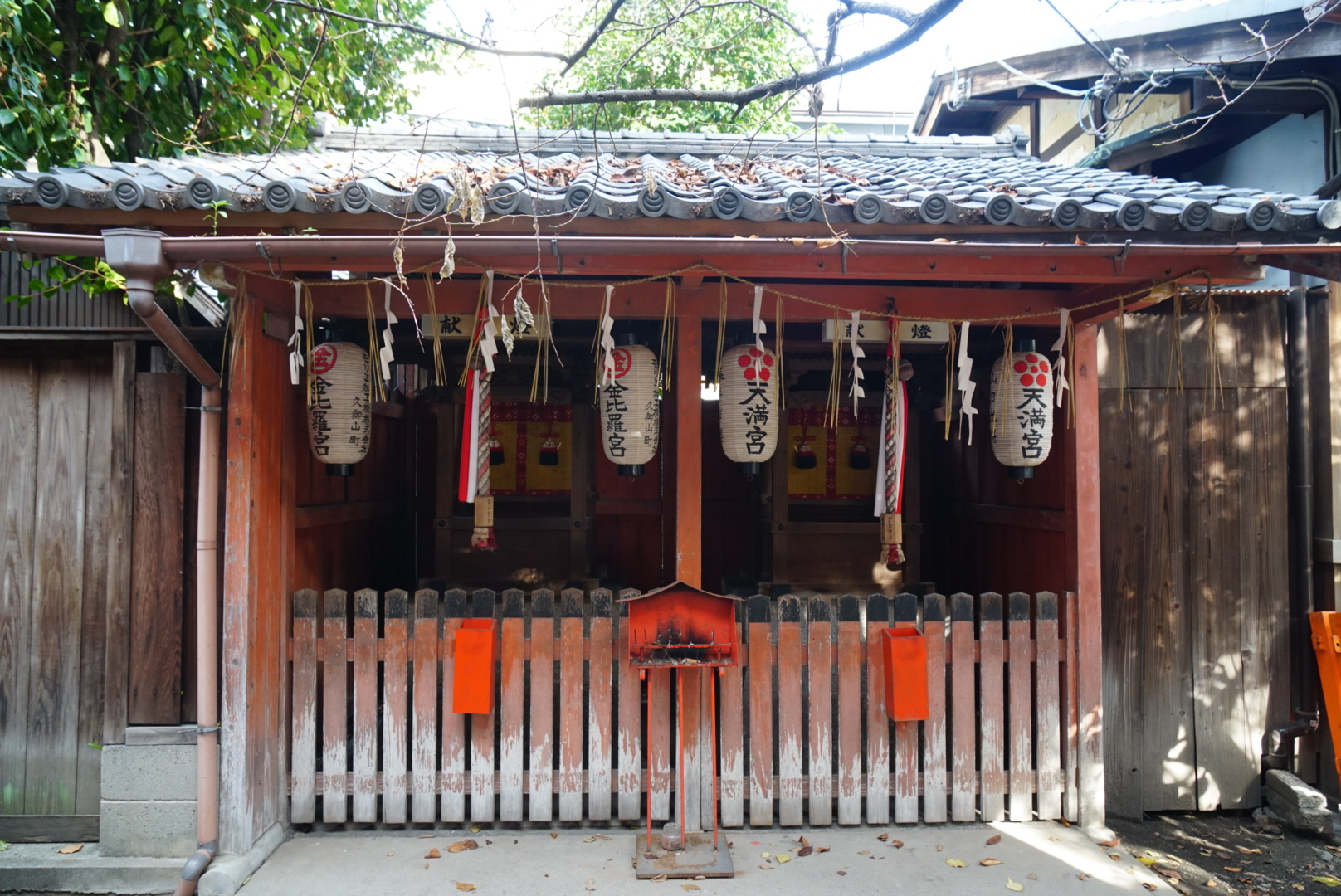
金毘羅宮と天満宮
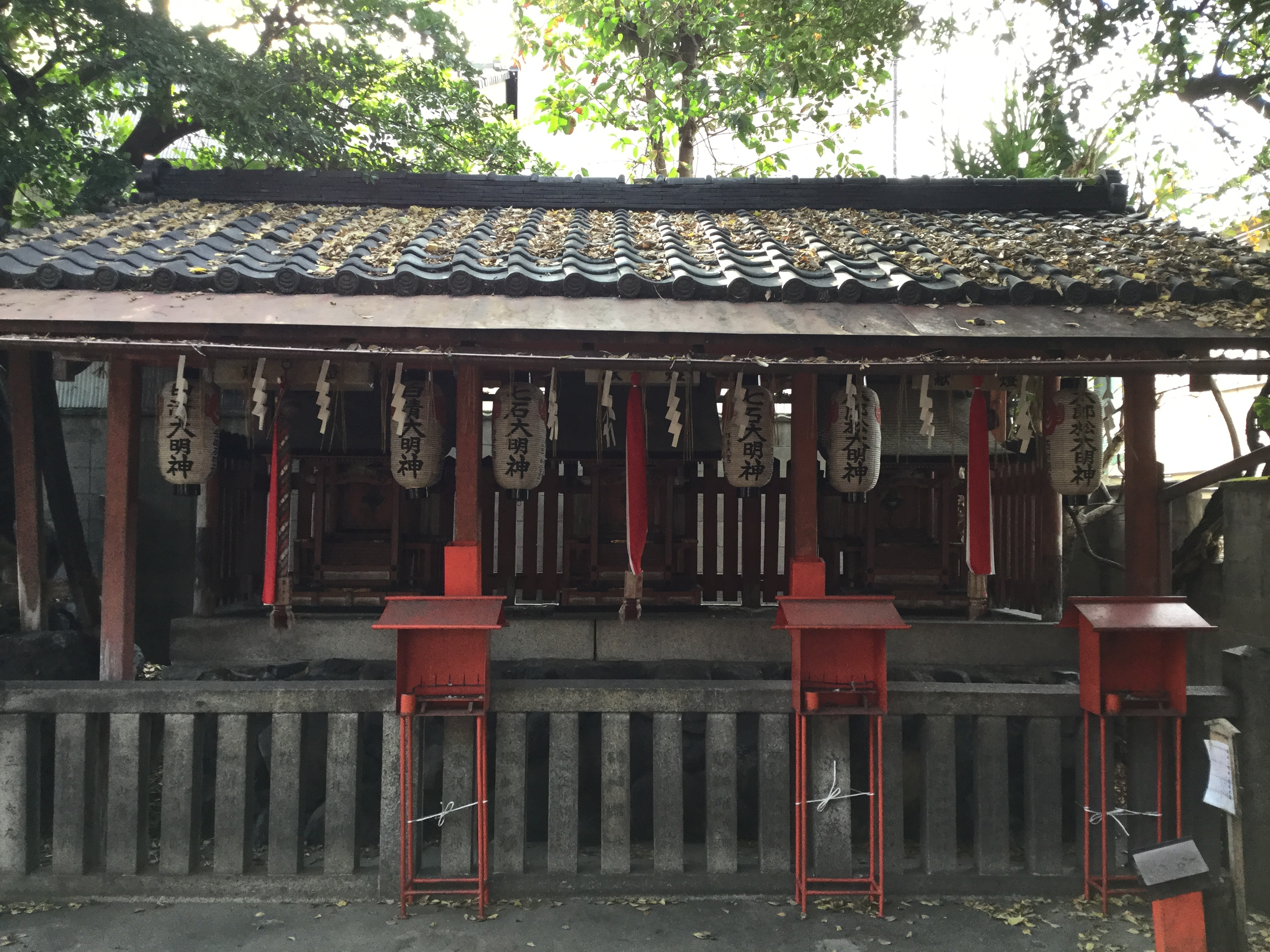
大明神
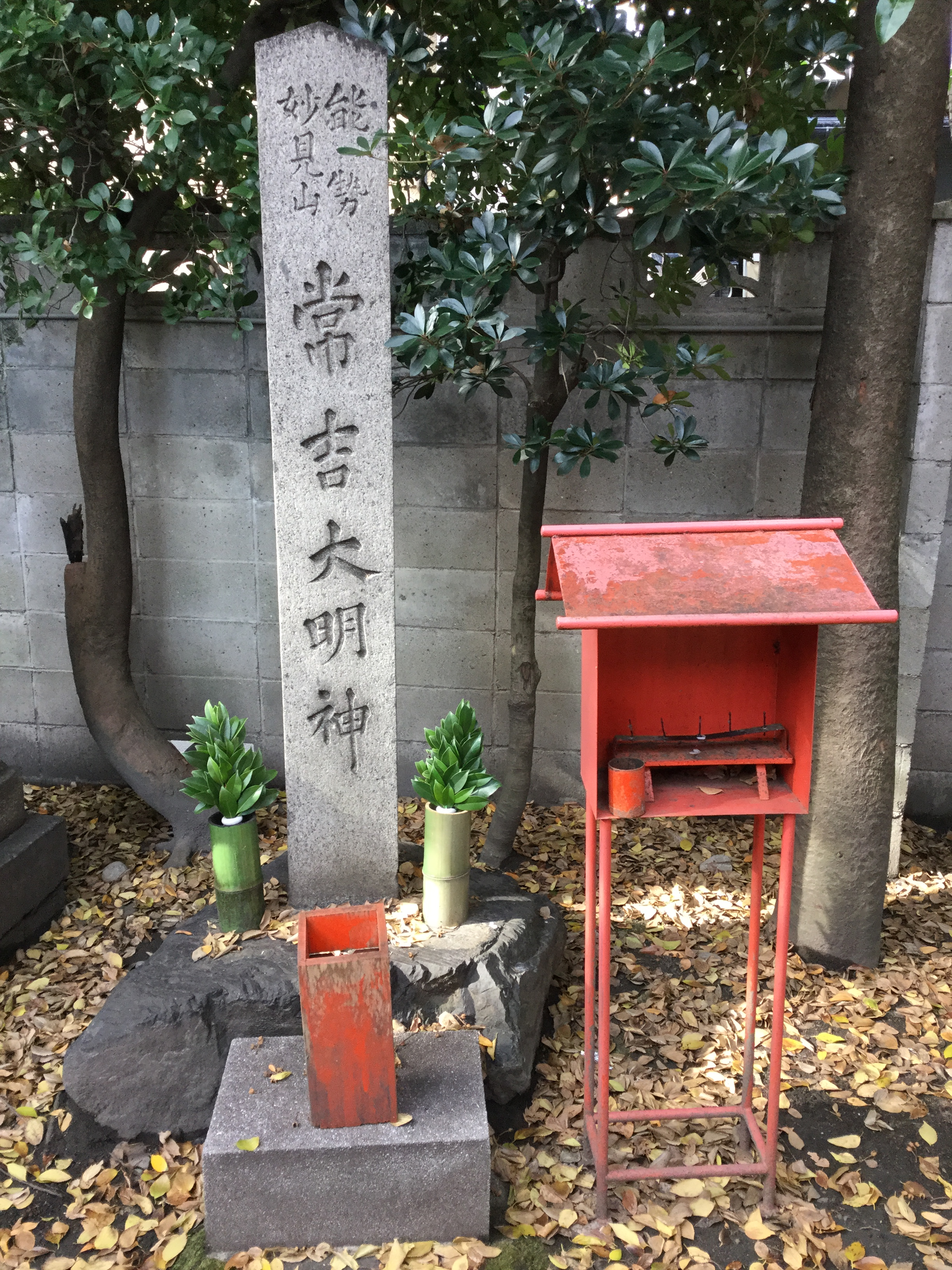
常吉明神
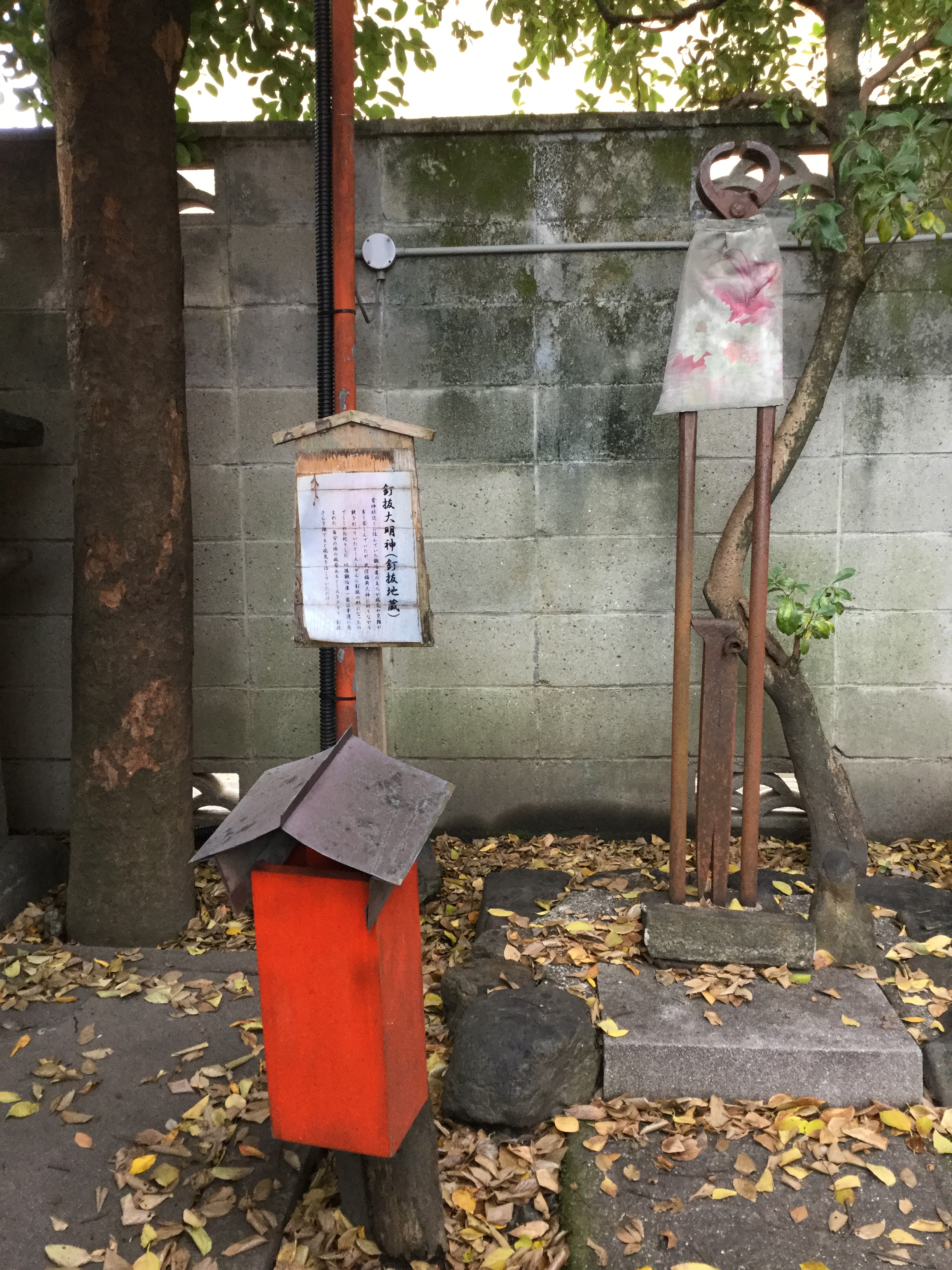
釘抜大明神
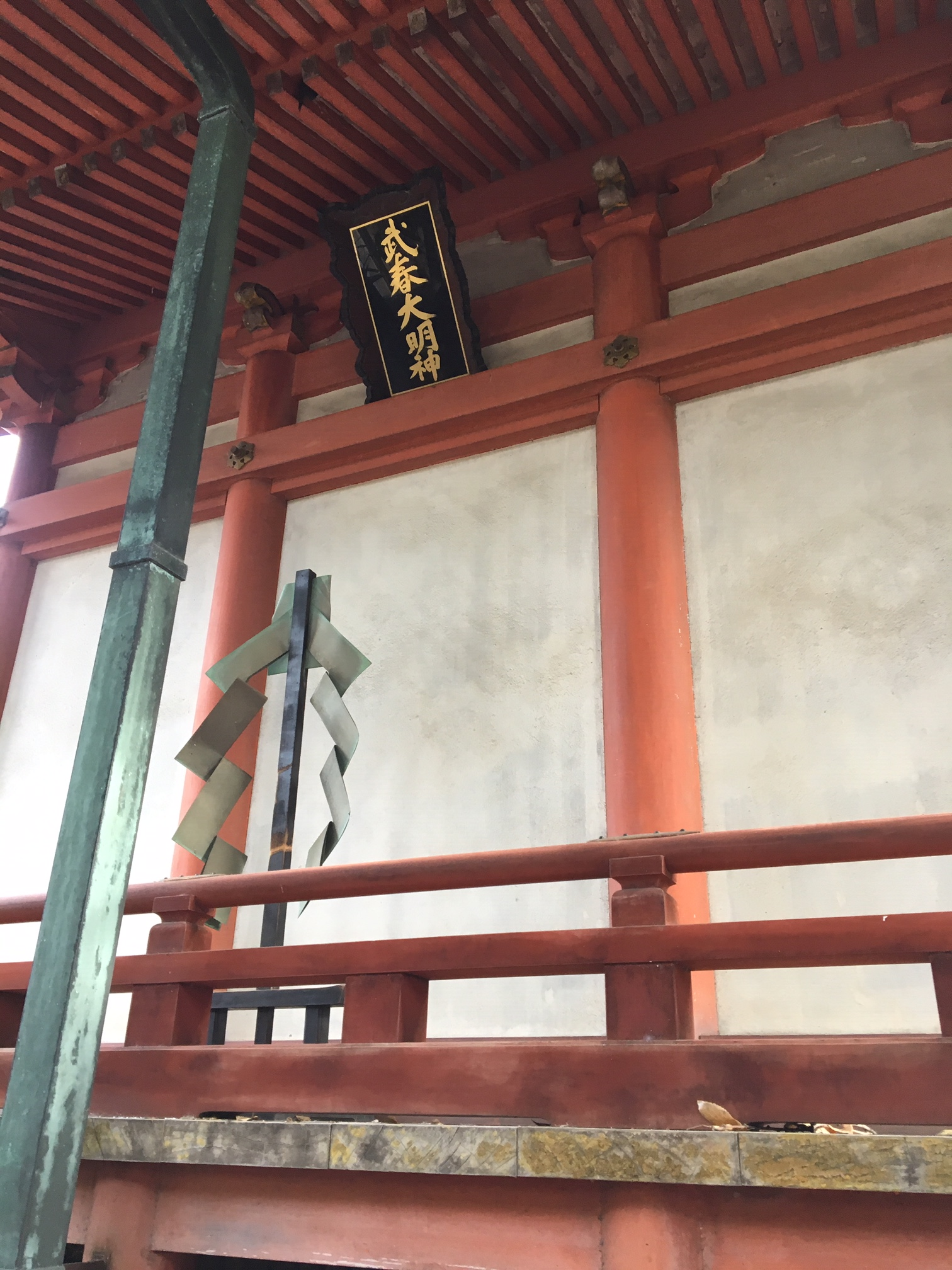
武春大明神
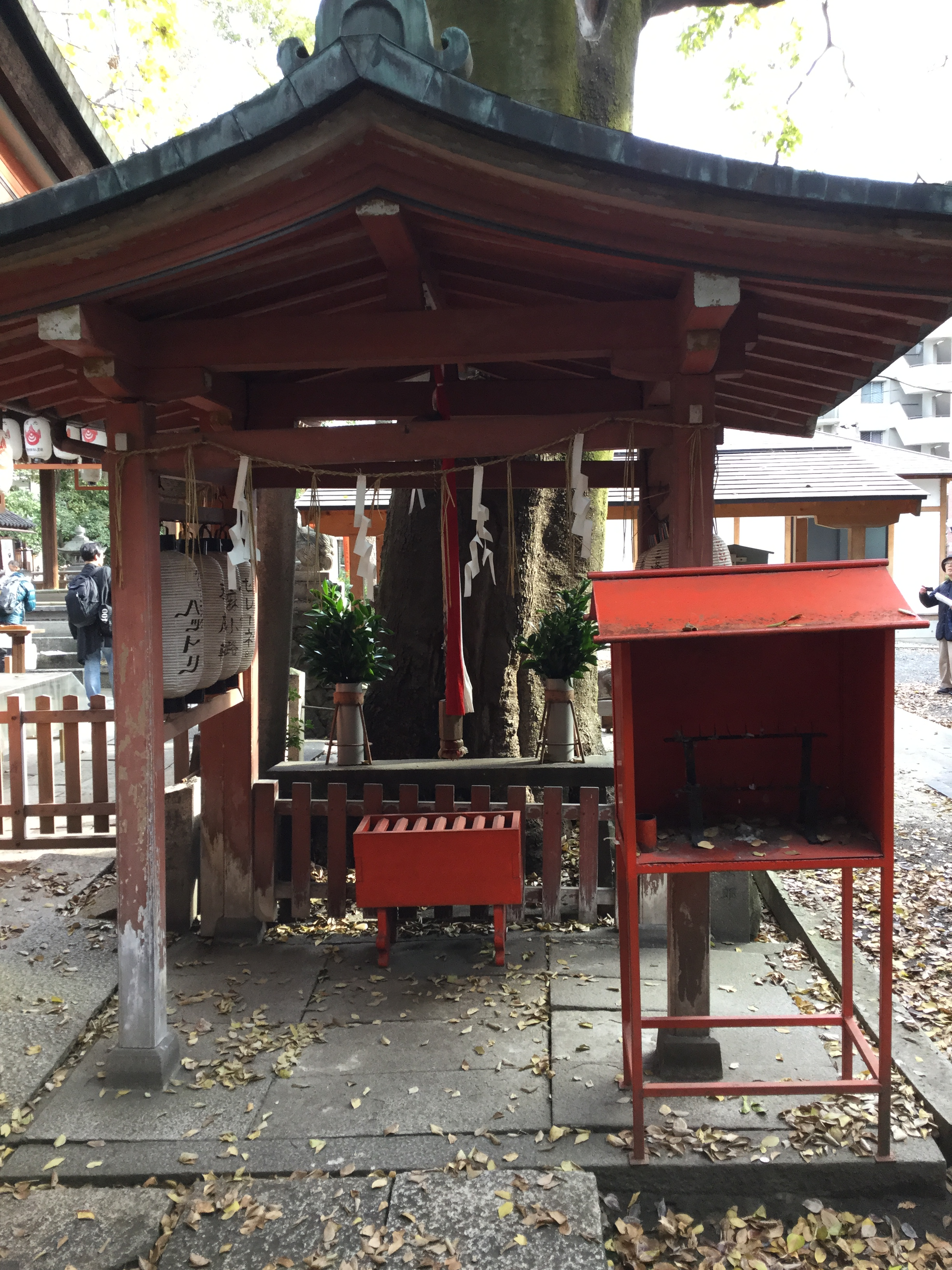
宮姫社

## 現地情報
所在地
- 京都府京都市中京区三条通大宮西入る

交通アクセス
- 阪急京都本線 大宮駅より徒歩(約650m)。
- 京福電気鉄道嵐山本線 四条大宮駅より徒歩(約600m)。
- 山陰本線 二条駅より徒歩(約800m)。
- 京都市営地下鉄東西線 二条城前駅より徒歩(約900m)。